# Иннокентий (Яковлев)
Епи́скоп Инноке́нтий (в миру Яков Яковлевич Яковлев; 30 апреля 1947, Южно-Сахалинск, СССР) — архиерей Русской православной церкви на покое, бывший епископ Александровский и Юрьев-Польский. Член-корреспондент РАХ (2020).

## Биография
Родился в городе Южно-Сахалинске в семье кадрового военного, генерал-майора, участника Великой Отечественной войны.
В 1952 году был крещён в Москве, где отец обучался в академии им. Фрунзе. Затем семья проживала в местах службы отца — Прибалтике, Украине, странах дальнего зарубежья и с 1963 года — в Новосибирске.
В 1965 году поступил в Новосибирский архитектурный институт, после окончания которого преподавал в том же институте. В 1970 году женился.
В 1975 году принят в Союз художников России, после чего стал профессионально заниматься изобразительным искусством, участвуя во всесоюзных, республиканских и международных выставках.
В 1980-х годах приобщился к Церкви, помогая благоукрашать храмы Новосибирской епархии как архитектор и иконописец.
В 1983 году семья переехала из Новосибирска во Владимир. 3 февраля 1992 года супруга скончалась после тяжёлой болезни.
28 марта 1992 года епископом Владимирским и Суздальским Евлогием был рукоположён в сан диакона, 19 апреля того же года — во священника.
1 сентября 1992 года назначен председателем строительно-хозяйственного отдела при Владимирском епархиальном управлении и членом епархиального совета.
1 мая 1993 года назначен старшим священником Свято-Успенского Княгинина женского монастыря города Владимира, 22 августа 1995 года — секретарём Владимирского епархиального управления.
13 апреля 1997 года пострижен в монашество с именем Иннокентий в честь святителя Иннокентия, митрополита Московского и Коломенского.
12 апреля 1998 года возведён в сан игумена.
Окончил заочный сектор Владимирской Свято-Феофановской духовной семинарии.
21 декабря 2005 года назначен наместником Александровского монастыря города Суздаля и благочинным монастырей Суздальского округа с сохранением обязанностей секретаря епархиального управления. 17 июля 2006 года Священный Синод благословил открытие Александровского мужского монастыря и назначил игумена Иннокентия его настоятелем.
19 марта 2007 года возведён в сан архимандрита.
По благословению архиепископа Евлогия (Смирнова) участвовал в международных конференциях и выставках в Италии и Германии. Представлял епархию на Всемирном русском народном соборе и различных всецерковных форумах.

### Архиерейство
27 июля 2011 года решением Священного синода избран епископом Нижнетагильским и Серовским. 18 августа в тронном зале патриарших покоев храма Христа Спасителя патриарх Московский и всея Руси Кирилл возглавил чин наречения архимандрита Иннокентия (Яковлева) во епископа Нижнетагильского и Серовского. 19 августа, в праздник Преображения Господня, в храме Христа Спасителя патриарх Кирилл возглавил хиротонию архимандрита Иннокентия (Яковлева) во епископа Нижнетагильского и Серовского. Ему сослужили митрополит Крутицкий и Коломенский Ювеналий (Поярков), митрополит Саранский и Мордовский Варсонофий (Судаков), архиепископ Истринский Арсений (Епифанов), архиепископ Владимирский и Суздальский Евлогий (Смирнов), архиепископ Рязанский и Касимовский Павел (Пономарёв), архиепископ Верейский Евгений (Решетников), архиепископ Екатеринбургский и Верхотурский Кирилл (Наконечный), епископ Солнечногорский Сергий (Чашин). 24 августа прибыл на Средний Урал в город Нижний Тагил к месту своего служения.
С 12 по 23 декабря 2011 года слушал двухнедельные курсы повышения квалификации для новоизбранных архиереев Русской православной церкви в Общецерковной аспирантуре и докторантуре имени святых равноапостольных Кирилла и Мефодия.
15 июля 2015 года решением Священного синода назначен членом созданной тогда же общецерковной комиссии по церковному искусству, архитектуре и реставрации. 16 апреля 2016 года данная комиссия была упразднена.
7 марта 2018 года в связи с образованием Серовской епархии титул изменён на «Нижнетагильский и Невьянский».
14 мая 2018 года решением Священного синода назначен епископом Александровским и Юрьев-Польским.
27 мая 2022 года Священный Синод рассмотрел его прошение о почислении на покой в связи с достижением 75-летия. По итогам обсуждения Священный Синод благословил епископу Иннокентию продолжить управление Александровской епархией.. 27 декабря 2024 года Священный Синод повторно рассмотрел это прошение и удовлетворил его. Местом пребывания на покое епископу назначен город Суздаль.

## Награды
- Орден святого благоверного князя Даниила Московского
- Орден преподобного Серафима Саровского II степени (2022)
- Орден преподобного Андрея Рублёва
- Медаль святого благоверного князя Даниила Московского
- Памятная медаль «800 лет со дня рождения святого благоверного князя Александра Невского» (10 декабря 2021)[15]